# Mafra (Portugal)
Mafra é uma vila portuguesa sede do Município de Mafra pertencente ao Distrito de Lisboa e à Área Metropolitana de Lisboa. A vila de Mafra integrava a histórica província da Estremadura. No censo mais recente (2021), o município contabilizava 86 521 habitantes distribuídos por uma área de 291,66 km²  e 11 freguesias.
O município de Mafra é limitado a norte por Torres Vedras, a nordeste por Sobral de Monte Agraço, a leste por Arruda dos Vinhos, a sudeste por Loures, a sul por Sintra e a oeste tem litoral no oceano Atlântico. Apesar de ser um dos maiores municípios da região, Mafra representa apenas 3% da população da área metropolitana, e a sua densidade populacional (243 hab/km2) assemelha-se mais à dos municípios do Oeste, situando-se muito abaixo da média metropolitana.
A nível regional, Mafra destaca-se pelo seu crescente desenvolvimento demográfico e urbano, ao mesmo tempo que apresenta uma paisagem ainda muito associada à ruralidade, com uma notável presença de valores naturais, culturais e arquitetónicos de reconhecimento nacional. São disso exemplo o Palácio Nacional de Mafra (a mais grandiosa obra do barroco português e Património Mundial da Humanidade, inspiração para obras como o Memorial do Convento, de José Saramago), a Tapada Nacional de Mafra, a aldeia da Mata Pequena, o Penedo do Lexim, a Reserva Mundial de Surf da Ericeira e produtos gastronómicos como o Pão de Mafra.

## Geografia
Mafra situa-se no noroeste da Área Metropolitana de Lisboa e, juntamente com Sintra e Cascais, é um dos municípios da sua orla atlântica norte. É um município periférico da região, estando limitado a norte por Torres Vedras, a nordeste por Sobral de Monte Agraço e a leste por Arruda dos Vinhos, pertencentes à Região do Oeste. A sueste e a sul encontram-se os municípios de Loures e Sintra, respetivamente. A expansão das acessibilidades rodoviárias no municípios nos últimos vinte anos (A8 e A21) levou ao crescimento da sua população, que entre 2001 e 2011 foi de 38,8% (o maior registado nessa década na Área Metropolitana de Lisboa), confirmando a expansão da Área Metropolitana de Lisboa em direção à região do Oeste. Deste modo, é um território de exceção a nível regional cuja localização determinou um papel de charneira entre a Área Metropolitana de Lisboa e o Oeste mas também entre os restantes municípios atlânticos da AML Norte (Sintra e Cascais), fundamental para o desenvolvimento municipal.

### Relevo
O município apresenta um relevo muito acidentado, que progride da cota 0 (ao longo do litoral) até atingir os 430 metros de altitude no interior, em zonas pautadas por um complexo sistema de cabeços e morros. O seu ponto mais alto situa-se no Cabeço de Manique (serra de Montemuro), seguido do Funchal (425 m) e da serra do Socorro (394 m). 
Os cabeços consistem em cones vulcânicos, vestígios de antigas erupções, que no município de Mafra se destacam pela sua extensão, grandeza e valor paisagístico. Esta sucessão de cabeços e morros que se verifica por todo o território concelhio, desenvolvida a partir dos 300 metros, é talhada por uma rede densa de cursos de água que dá origem a vales encaixados e amplos que marcam igualmente a sua paisagem. Os vales com maior amplitude são aqueles que correspondem às principais linhas de água, apresentando declives muito pouco acentuados na quase totalidade da sua extensão. No entanto, a maioria dos rios e ribeiras do município deram origem a vales encaixados, com cotas entre os 100 e 200 metros e de declives acentuados, com mais de 30% de inclinação. Estas áreas de encostas, dadas as suas características, são essencialmente florestais.
As zonas onde se localizam as principais aglomerações urbanas são áreas de festo, áreas extensas e pouco declivosas, que se desenvolvem entre os 100 e 250 metros. Já no litoral, a costa apresenta-se quase totalmente escarpada e as arribas atingem um máximo de 25 metros. No seu sopé existem areais de extensão moderada a reduzida.

### Clima
O clima do município de Mafra, sob forte influência oceânica, é moderadamente chuvoso e possui uma significativa variabilidade territorial devida ao relevo e à distância relativa ao oceano. No geral, apresenta amplitudes térmicas baixas (tanto diárias como anuais), com temperaturas mínimas amenas durante os meses mais frios e um verão fresco e ventoso durante o qual existe tendência para a formação de nevoeiro. A temperatura média anual ronda os 15ºC, uma das mais baixas da área metropolitana. A amplitude térmica e as temperaturas mínimas e máximas absolutas são menores no litoral do que no interior.
Mafra está inserida na região pluviométrica do Centro. Os valores médios anuais da precipitação variam dos 500 aos 700 mm, espalhados por 75 a 100 dias de chuva por ano, que variam consoante a proximidade à costa e a altitude. A distribuição dos meses em relação ao regime de pluviosidade revela um semestre húmido (outubro a março) e outro seco (abril a setembro). Estes valores são condicionados pela serra de Sintra, onde se ultrapassa os 1.000 mm de precipitação, distribuídos por 110 dias do ano.
A humidade do ar permanece elevada durante todo o ano, mas especialmente durante o verão e na faixa costeira. O valor anual da humidade relativa no município ronda os 80%. 
Na área metropolitana predominam os ventos de noroeste, oriundos da zona costeira e que arrastam consigo, durante todo o ano, ar húmido, o qual origina nevoeiros matinais. Os ventos dominantes em Mafra são de norte e noroeste, com velocidade moderada (em média 16,6 km/h). Na transição entre estações, é comum que soprem ventos mais fortes de sudoeste.
A insolação apresenta valores mais baixo em dezembro e janeiro (130 a 140 horas), e os mais altos em julho (280 a 300 horas). Estes valores são menores nas zonas costeiras, devido à nebulosidade.

### Hidrografia

#### Linhas de água
Grande parte do município pertence à Bacia Hidrográfica das Ribeiras do Oeste, exceção feita às áreas das antigas freguesias de Santo Estêvão das Galés, Venda do Pinheiro e Milharado, dominadas por uma rede de afluentes do rio Trancão. A rede hidrográfica é densa, constituída por cursos de água permanentes e outros de regime temporário, e desenvolve-se maioritariamente de sudeste para oeste. Em Mafra identificam-se onze bacias hidrográficas principais, correspondentes aos rios Lizandro, do Cuco, Safarujo e Sizandro, à regueira de Barcide, às ribeiras da Fonte Boa e do Falcão, e a três pequenas bacias hidrográficas situadas entre as desembocaduras destes cursos de água, no Atlântico. Junta-se a estas a bacia do rio Trancão, que aflui ao Tejo.

#### Águas balneares
O litoral mafrense possui várias praias, pertencentes à zona designada por Costa de Mafra, das quais oito são consideradas águas balneares. São praias de mar batido, ar bastante iodado e de extensão reduzida a moderada. A maioria apresenta um substrato arenoso, grosso e claro, com afloramentos rochosos e enquadradas pelas arribas litorais. Recebem em média 10 horas de sol na época balnear, com temperaturas médias da água de 15º a 17º.

### Divisão administrativa

Freguesias do município de Mafra.

Desde 1985 e até 2013, o município de Mafra contava com dezassete freguesias, que desde então são onze:
- Azueira e Sobral da Abelheira
- Carvoeira
- Encarnação
- Enxara do Bispo, Gradil e Vila Franca do Rosário
- Ericeira
- Igreja Nova e Cheleiros
- Mafra
- Malveira e São Miguel de Alcainça
- Milharado
- Santo Isidoro
- Venda do Pinheiro e Santo Estêvão das Galés

Por sua vez, estas freguesias são compostas por várias localidades definidas geograficamente mas sem valor administrativo, sendo que várias são atroçoadas por estes limites. É o caso daquelas que se encontram na fronteira com os municípios vizinhos, e que se desenvolvem maioritariamente dentro deles (Pobral, Seixal, Arneiro da Arreganha, Rebanque, Santa Eulália, Cabeço de Montachique, Venda das Pulgas e Assenta).

## História
Vestígios arqueológicos sugerem que o povoado hoje denominado por Mafra foi habitado pelo menos desde o Neolítico. A origem do termo Mafra continua envolta em mistério, sabendo-se apenas que evoluiu de Mafara (1189), Malfora (1201) e Mafora (1288 e Malfotaça em 1390
Alguns autores encontraram na sua origem o arquétipo turânico Mahara, a grande Ara, vestígio de um culto de fecundidade feminina outrora existente no aro da vila. Outros, radicaram o nome no árabe Mahfara, a cova, na presunção de que a povoação se encontrava implantada numa cova, facto desmentido pelo reconhecido arabista David Lopes. A vila está, isso sim, situada numa colina, cercada por dois vales onde correm as ribeiras conhecidas por Rio Gordo e Rio dos Couros.
Certo também é que Mafra foi uma vila fortificada, podendo ainda hoje encontrar-se, na Rua das Tecedeiras, um pouco da muralha que a cercava.
Os limites do castelo, que tudo leva a crer assenta sobre um povoado neolítico, sucessivamente reocupado até à Idade do Ferro, compreendiam toda a zona da "Vila Velha", que hoje se inclui no espaço delimitado a Oriente pelo Largo Coronel Brito Gorjão, a Sul pela Rua das Tecedeiras, a Ocidente pelo Palácio dos Marqueses de Ponte de Lima e a Norte pela Rua Mafra Detrás do Castelo. A designação desta rua deve-se ao facto de a povoação ter voltado, literalmente, as costas ao flanco norte, por ser o mais exposto aos ventos. A densa floresta que, consta, existiu até ao século XIX na Quinta da Cerca, constituída por árvores de grande porte, reforçaria o paravento.
Em 1147, Mafra é conquistada aos Mouros por D. Afonso Henriques, e em 1189 a vila é doada pelo Rei D. Sancho I ao Bispo de Silves, D. Nicolau, que no ano seguinte lhe confere o primeiro foral.

### O Foral Novo
Em 1513 o Rei D. Manuel concede Foral Novo a Mafra, o que subentende a relativa importância da vila, que em breve diminuiria drasticamente. Um censo da população datado de 18 de Setembro de 1527 apura 191 vizinhos, dos quais apenas quatro vivem em casais na vila. Quando, em 1717, o Rei D. João V lança a primeira pedra da construção do Palácio, Mafra resumia-se a uns casarios, aglomerados a centenas de metros do Monumento.
Ao longo do século XIX começou a povoação a crescer em direcção ao Monumento, embora o seu aspecto rural de vila saloia só tenha sido perdido no século XX, como provam as palavras de José Mangens, em 1936, ao descrever a antiga Rua dos Arcipestres, parte da actual Avenida 1º de Maio: "(.) nada oferece de interessante e mais parece uma vila de aldeia sertaneja, com os seus casebres arruinados e típicos portais de quintais, blindados com latas velhas (.)".

### As invasões e as fugas
Corria o dia 8 de Dezembro de 1807 quando as tropas de Napoleão entraram em Mafra para montar quartel-general no Palácio. Parte do exército seguiu para Peniche e Torres Vedras, enquanto o restante ficou aquartelado no Palácio e Convento, e os oficiais nas casas da vila, sob o comando do General Loison.
A invasão duraria cerca de nove meses. No dia 2 de Setembro o exército inglês irrompia em Mafra, saudado com grande alegria pela população e ao som dos carrilhões.
A 5 de Outubro de 1910 de novo o povo de Mafra viveria um dia único. A revolução republicana estalara na véspera em Lisboa, o Rei D. Manuel II refugiara-se durante a noite no Palácio e abandonava Mafra, num automóvel escoltado, acompanhado da sua mãe e avó, rumo à Ericeira, onde o Iate D. Amélia os conduziria a Gibraltar e ao exílio.
Volvidos quatro anos sobre a fuga de El-Rei, novo sobressalto em Mafra: no dia 20 de Outubro, um grupo de monárquicos reuniu-se no largo D. João V e, munido de algumas armas, encaminhou-se para a Escola Prática de Infantaria, instalada no Convento, depois de cortar os fios telefónicos e telegráficos. A revolta foi facilmente anulada pelos militares, acabando na cadeia de Mafra cerca de uma centena de pessoas.

### Mafra e os Militares
Desde a construção do Monumento que os militares conferem parte do ambiente humano à Vila de Mafra.
A partir de 1840 o Convento passou a ser ocupado por tropa, e em 1859 cerca de quatro mil recrutas ali assentaram praça para receber instrução no Depósito Geral de Recrutas, criado por D. Pedro V. Esta instituição seria extinta no ano seguinte, após 94 recrutas terem falecido supostamente devido a doença infecto-contagiosa. De 1848 a 1859, e de 1870 a 1873 o Convento alberga o Real Colégio Militar.
Em 1887 é criada a Escola Prática de Infantaria e Cavalaria e no ano seguinte é construída, na Tapada de Mafra, a carreira de tiro, de que passou a ser frequentador o Rei D. Carlos, entusiasta dos concursos de tiro. Em 1896 é criada a Escola Central de Sargentos, dependente da Escola Prática de Infantaria.
Em 1911 é fundado o Depósito de Remonta e Garanhões, que dá lugar, em 1950, à Escola Militar de Equitação e sete anos mais tarde ao Centro Militar de Educação Física, Equitação e Desportos.
Na Guerra Colonial, o número de recrutas provindos desta região era tal que viria a ser alcunhada de "Máfrica", perdendo população no censo de 1970 e re-ganhando-a após a descolonização.
Hoje continua a funcionar o agora denominado (desde 1993) Centro Militar de Educação Física e Desportos, no Largo General Conde Januário, e a Escola Prática de Infantaria, no Convento de Mafra.

### O Novo Milénio
A partir do ano de 2000, o município tem-se desenvolvido e crescido de uma maneira espantosa, quase que duplicando a população em apenas 20 anos. Isto deveu-se principalmente ao melhoramento das infra-estruturas rodoviárias, em particular da A8 e a construção da A21.
Graças à sua proximidade a Lisboa, o município de Mafra torna-se atractivo para as pessoas, daí que não seja de espantar o aumento da população, e dos movimentos pendulares. A realização de eventos como o ASP World Tour e o Circuito  Nacional de Waveski trazem prestigio, e definem Mafra como um dos municípios emergentes da Área Metropolitana de Lisboa.

## População
(Obs.: Número de habitantes "residentes", ou seja, que tinham a residência oficial neste município à data em que os censos  se realizaram.)	
| Número de habitantes por Grupo Etário | Número de habitantes por Grupo Etário | Número de habitantes por Grupo Etário | Número de habitantes por Grupo Etário | Número de habitantes por Grupo Etário | Número de habitantes por Grupo Etário | Número de habitantes por Grupo Etário | Número de habitantes por Grupo Etário | Número de habitantes por Grupo Etário | Número de habitantes por Grupo Etário | Número de habitantes por Grupo Etário | Número de habitantes por Grupo Etário | Número de habitantes por Grupo Etário | Número de habitantes por Grupo Etário |
| ------------------------------------- | ------------------------------------- | ------------------------------------- | ------------------------------------- | ------------------------------------- | ------------------------------------- | ------------------------------------- | ------------------------------------- | ------------------------------------- | ------------------------------------- | ------------------------------------- | ------------------------------------- | ------------------------------------- | ------------------------------------- |
|                                       | 1900                                  | 1911                                  | 1920                                  | 1930                                  | 1940                                  | 1950                                  | 1960                                  | 1970                                  | 1981                                  | 1991                                  | 2001                                  | 2011                                  | 2021                                  |
| 0-14 Anos                             | 8 461                                 | 9 298                                 | 8 965                                 | 9 785                                 | 10 527                                | 10 432                                | 9 370                                 | 8 230                                 | 10 238                                | 8 210                                 | 8 746                                 | 14 365                                | 14 177                                |
| 15-24 Anos                            | 4 524                                 | 4 625                                 | 5 034                                 | 5 728                                 | 6 124                                 | 6 840                                 | 5 879                                 | 4 965                                 | 6 422                                 | 6 521                                 | 7 210                                 | 7 526                                 | 9 794                                 |
| 25-64 Anos                            | 10 440                                | 10 873                                | 11 139                                | 12 520                                | 13 987                                | 16 435                                | 17 587                                | 17 560                                | 22 054                                | 22 718                                | 29 934                                | 43 450                                | 47 169                                |
| = ou > 65 Anos                        | 1 732                                 | 1 942                                 | 1 810                                 | 1 973                                 | 2 157                                 | 2 545                                 | 2 903                                 | 3 175                                 | 5 185                                 | 6 282                                 | 8 468                                 | 11 344                                | 15 375                                |

(Obs: De 1900 a 1950 os dados referem-se à população "de facto", ou seja, que estava presente no município à data em que os censos se realizaram. Daí que se registem algumas diferenças relativamente à designada população residente)

## Património
- Ponte antiga de Cheleiros
- Igreja de Nossa Senhora da Encarnação
- Pelourinho de Enxara dos Cavaleiros
- Forte de Milreu ou Forte de São Pedro (zona envolvente)
- Igreja de São Pedro ou Igreja Paroquial da Ericeira
- Igreja Matriz de São Silvestre do Gradil ou Igreja de São Silvestre
- Convento de Mafra, Basílica de Mafra ou Palácio de Mafra. O principal monumento desta vila é alvo da aclamada obra literária de José Saramago, Memorial do Convento.
- Igreja de Santo André

## Política
O município de Mafra é administrado por uma câmara municipal, composta por um presidente e oito vereadores. Existe uma Assembleia Municipal, que é o órgão deliberativo do município, constituída por 38 deputados (dos quais 27 eleitos diretamente).
O cargo de Presidente da Câmara Municipal é atualmente ocupado por Hugo Manuel Moreira Luís, que assumiu a presidência em julho de 2024, após a renúncia ao mandato de Hélder Sousa Silva, que havia sido reeleito nas eleições autárquicas de 2021 pelo Partido Social Democrata, tendo maioria absoluta de vereadores na câmara (7). Existem ainda dois vereadores eleitos pelo PS. Na Assembleia Municipal, o partido mais representado é novamente o PSD, com 15 deputados eleitos e todos os 11 presidentes de Juntas de Freguesia (maioria absoluta), seguindo-se o PS (6; 0), o CHEGA (2;0) a CDU (1; 0), o PAN (1; 0), o Bloco de Esquerda (1; 0) e a Iniciativa Liberal (1;0). O Presidente da Assembleia Municipal é José Alves Bizarro Duarte, do PSD.
| Órgão                           | PSD | PS | CH | CDU | PAN | BE | IL |
| Câmara Municipal                | 7   | 2  | 0  | 0   | 0   | 0  | 0  |
| Assembleia Municipal            | 26  | 6  | 2  | 1   | 1   | 1  | 1  |
| dos quais: eleitos directamente | 15  | 6  | 2  | 1   | 1   | 1  | 1  |

### Eleições autárquicas[21]
| Data | %     | V     | %              | V              | %            | V            | %              | V              | %              | V    | %              | V          | %              | V              | %              | V              | %              | V   | %    | V | %              | V  | %   | V   | %   | V   | %  | V  | %  | V  | Participação |                |
| Data | PS    | PS    | PPD/PSD        | PPD/PSD        | FEPU/APU/CDU | FEPU/APU/CDU | CDS-PP         | CDS-PP         | GDUP           | GDUP | PCTP/ MRPP     | PCTP/ MRPP | AD (1979–1983) | AD (1979–1983) | PPM            | PPM            | PRD            | PRD | E    | E | BE             | BE | MPT | MPT | PAN | PAN | CH | CH | IL | IL | Participação |                |
| ---- | ----- | ----- | -------------- | -------------- | ------------ | ------------ | -------------- | -------------- | -------------- | ---- | -------------- | ---------- | -------------- | -------------- | -------------- | -------------- | -------------- | --- | ---- | - | -------------- | -- | --- | --- | --- | --- | -- | -- | -- | -- | ------------ | -------------- |
| Data | 1976  | 40,33 | 3              | 30,62          | 3            | 12,10        | 1              | 6,91           | -              | 2,04 | -              | 2,03       | -              |                |                |                |                |     |      |   |                |    |     |     |     |     |    |    |    |    |              | 52,80 / 100,00 |
| 1979 | 36,74 | 3     | AD (1979–1983) | AD (1979–1983) | 12,01        | 1            | AD (1979–1983) | AD (1979–1983) |                |      | 1,38           | -          | 46,64          | 3              | AD (1979–1983) | AD (1979–1983) | 68,40 / 100,00 |     |      |   |                |    |     |     |     |     |    |    |    |    |              |                |
| 1982 | 33,90 | 3     | AD (1979–1983) | AD (1979–1983) | 15,11        | 1            | AD (1979–1983) | AD (1979–1983) | 3,05           | -    | 42,92          | 3          | 67,67 / 100,00 |                | AD (1979–1983) | AD (1979–1983) |                |     |      |   |                |    |     |     |     |     |    |    |    |    |              |                |
| 1985 | 21,87 | 2     | 38,49          | 3              | 15,94        | 1            | 12,51          | 1              | 0,94           | -    |                |            |                |                | 5,90           | -              | 58,92 / 100,00 |     |      |   |                |    |     |     |     |     |    |    |    |    |              |                |
| 1989 | 33,68 | 3     | 48,10          | 4              | 10,01        | -            | 4,29           | -              |                |      |                |            | 57,06 / 100,00 |                |                |                |                |     |      |   |                |    |     |     |     |     |    |    |    |    |              |                |
| 1993 | 39,55 | 3     | 42,94          | 4              | 8,76         | -            | 4,92           | -              | 62,37 / 100,00 |      |                |            |                |                |                |                |                |     |      |   |                |    |     |     |     |     |    |    |    |    |              |                |
| 1997 | 29,62 | 2     | 52,80          | 5              | 7,53         | -            | 5,54           | -              | 58,73 / 100,00 |      |                |            |                |                |                |                |                |     |      |   |                |    |     |     |     |     |    |    |    |    |              |                |
| 2001 | 36,87 | 3     | 51,97          | 4              | 4,14         | -            | 2,21           | -              | 0,91           | -    | 61,14 / 100,00 |            |                |                |                |                |                |     |      |   |                |    |     |     |     |     |    |    |    |    |              |                |
| 2005 | 27,75 | 2     | 56,47          | 5              | 6,81         | -            | 2,36           | -              | 0,50           | -    | 0,42           | -          | 59,38 / 100,00 |                |                |                |                |     |      |   |                |    |     |     |     |     |    |    |    |    |              |                |
| 2009 | 27,52 | 3     | 52,04          | 6              | 5,95         | -            | 5,74           | -              |                |      |                |            | 4,57           | -              | 56,06 / 100,00 |                |                |     |      |   |                |    |     |     |     |     |    |    |    |    |              |                |
| 2013 | 26,95 | 3     | 46,87          | 5              | 11,72        | 1            | 3,98           | -              | CDS            | CDS  |                |            | CDS            | CDS            | 50,04 / 100,00 |                |                |     |      |   |                |    |     |     |     |     |    |    |    |    |              |                |
| 2017 | 23,15 | 2     | 56,79          | 7              | 5,93         | -            | 2,00           | -              | CDS            | CDS  | 3,91           | -          | CDS            | CDS            | 3,13           | -              | 52,14 / 100,00 |     |      |   |                |    |     |     |     |     |    |    |    |    |              |                |
| 2021 | 18,91 | 2     | 57,43          | 7              | 4,39         | -            | 1,00           | -              |                |      | 2,70           | -          |                |                | 3,09           | -              | 5,70           | -   | 2,62 | - | 52,01 / 100,00 |    |     |     |     |     |    |    |    |    |              |                |

### Eleições legislativas
| Data | %     | %     | %    | %     | %     | %     | %        | %     | %    | %     | %    | %   | %       | % | %  | %  |
| Data | PS    | PSD   | PCP  | CDS   | UDP   | AD    | APU/ CDU | FRS   | PRD  | PSN   | B.E. | PAN | PSD CDS | L | CH | IL |
| ---- | ----- | ----- | ---- | ----- | ----- | ----- | -------- | ----- | ---- | ----- | ---- | --- | ------- | - | -- | -- |
| 1976 | 42,21 | 24,17 | 9,83 | 8,48  | 1,55  |       |          |       |      |       |      |     |         |   |    |    |
| 1979 | 29,80 | AD    | APU  | AD    | 2,12  | 43,60 | 15,02    |       |      |       |      |     |         |   |    |    |
| 1980 | FRS   | AD    | APU  | AD    | 1,36  | 46,36 | 13,21    | 28,48 |      |       |      |     |         |   |    |    |
| 1983 | 40,92 | 25,82 | APU  | 10,67 | 0,72  |       | 14,55    |       |      |       |      |     |         |   |    |    |
| 1985 | 21,47 | 25,85 | APU  | 8,16  | 1,22  | 11,43 | 25,67    |       |      |       |      |     |         |   |    |    |
| 1987 | 21,26 | 51,50 | CDU  | 4,29  | 0,81  | 8,72  | 6,37     |       |      |       |      |     |         |   |    |    |
| 1991 | 25,17 | 56,70 | CDU  | 3,87  |       | 5,70  | 0,89     | 2,12  |      |       |      |     |         |   |    |    |
| 1995 | 42,97 | 37,45 | CDU  | 8,56  | 0,59  | 5,34  |          | 0,15  |      |       |      |     |         |   |    |    |
| 1999 | 45,22 | 34,69 | CDU  | 7,67  |       | 5,38  | 0,25     | 2,19  |      |       |      |     |         |   |    |    |
| 2002 | 35,97 | 43,95 | CDU  | 8,81  | 3,79  |       | 2,98     |       |      |       |      |     |         |   |    |    |
| 2005 | 43,77 | 31,12 | CDU  | 6,98  | 5,00  | 6,89  |          |       |      |       |      |     |         |   |    |    |
| 2009 | 35,10 | 28,75 | CDU  | 11,49 | 5,75  | 10,77 |          |       |      |       |      |     |         |   |    |    |
| 2011 | 23,84 | 39,64 | CDU  | 13,65 | 6,06  | 5,54  | 1,50     |       |      |       |      |     |         |   |    |    |
| 2015 | 27,81 | CDS   | CDU  | PSD   | 7,01  | 11,34 | 2,09     | 40,87 | 1,01 |       |      |     |         |   |    |    |
| 2019 | 35,34 | 26,55 | CDU  | 3,86  | 4,98  | 9,20  | 4,76     |       | 1,55 | 2,28  | 1,78 |     |         |   |    |    |
| 2022 | 38,09 | 28,05 | CDU  | 1,29  | 3,27  | 4,53  | 2,13     | 1,96  | 8,75 | 7,57  |      |     |         |   |    |    |
| 2024 | 23,01 | AD    | CDU  | AD    | 29,27 | 2,22  | 4,63     | 2,72  | 4,84 | 19,49 | 7,39 |     |         |   |    |    |

## Personalidades Ilustres
- José Franco
- Armando de Lucena
- Cristina Ferreira
- José Saramago
- Hélia Correia
- Diogo da Costa Ferreira
- Luiz Goes (músico)
- Jaime Lobo e Silva
- Beatriz Costa

## Educação
O município de Mafra é rico em escolas com um alto nível de excelência. Assim a Educação, está dividida em vários estabelecimentos de ensino, privados ou públicos.

### Agrupamentos Verticais de Escolas
- Agrupamento de escolas da Ericeira
- Agrupamento de escolas Professor Armando de Lucena - Malveira
- Agrupamento de escolas de Mafra
- Agrupamento de Escolas da Venda do Pinheiro

### Escolas Básicas Integradas (EB1/JI)
- Escola Básica Artur Patrocínio - Azueira
- Escola Básica S. Miguel - Enxara do Bispo
- Escola Básica da Ericeira
- Escola Básica da Freguesia da Carvoeira
- Escola Básica Prof. João Dias Agudo - Póvoa da Galega
- Escola Básica da Malveira
- Escola Básica de Santo Estevão das Galés
- Escola Básica das Freguesias de Igreja Nova e Cheleiros
- Escola Básica  da Freguesia de Santo Isidoro
- Escola Básica São Miguel do Milharado
- Escola Básica São Miguel de Alcainça
- Escola Básica Dr. Sanches de Brito - Mafra
- Escola Básica da Freguesia da Encarnação

### Creches (0 aos 3)
- Os Marujos - Mafra

### Jardins de Infância
- Jardim de Infância das Azenhas dos Tanoeiros
- Jardim de Infância da Barreiralva
- Jardim de Infância do Barril
- Jardim de Infância Beatriz Costa - Charneca
- Jardim de Infância da Encarnação
- Jardim de Infância do Gradil
- Jardim de Infância de Mafra
- Jardim de Infância do Milharado
- Jardim de Infância do Quintal
- Jardim de Infância de Ribamar
- Jardim de Infância de Santo Isidoro
- Jardim de Infância de Sobral da Abelheira
- Jardim de Infância da Venda do Pinheiro
- Jardim de Infância de Vila Franca do Rosário
- Escolinha dos Pequenitos em Mafra

### Escolas Básicas do 1.º Ciclo
- Escola Básica da Freguesia da Encarnação
- Escola Básica São Silvestre do Gradil

- Escola Básica Hélia Correia - Mafra
- Escola Básica de Sobral de Abelheira
- Escola Básica de Venda do Pinheiro
- Escola Básica de Vila Franca Rosário

### Escolas Básicas dos 2.º e 3.º Ciclos
- Escola Básica António Bento Franco - Ericeira
- Escola Básica Prof. Armando Lucena - Malveira
- Escola Básica de Mafra
- Escola Básica de Venda do Pinheiro

Colégio Santo André

### Escolas Secundárias
- Escola Secundária José Saramago - Mafra

### Colégios
- Colégio Santo André - Venda do Pinheiro
- Colégio Miramar - Lagoa

### Escolas Profissionais
- Escola Técnica e  Profissional de Mafra

## Economia

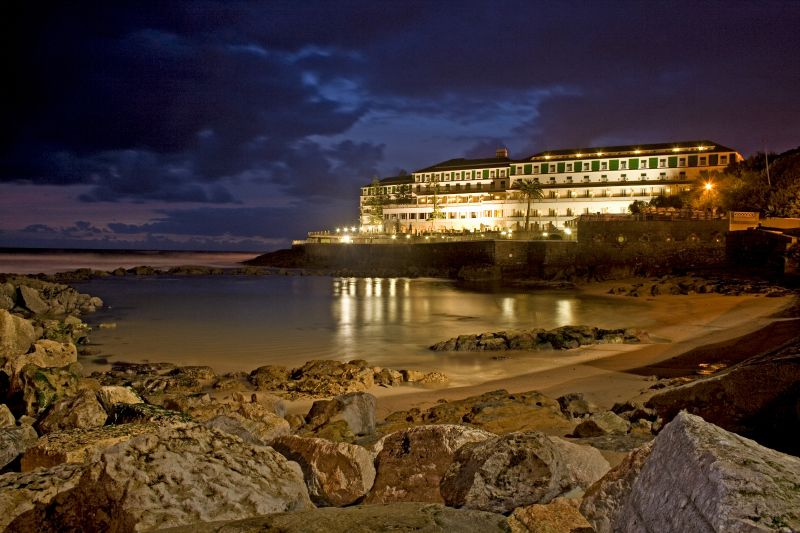
Hotel na Ericeira - o turismo desempenha um papel essencial na economia do município

Grande parte da economia do município de Mafra passa pelo turismo, que se concentra principalmente em dois pólos: na freguesia de Mafra, onde encontramos o Convento de Mafra e a Tapada Nacional de Mafra, e na freguesia da Ericeira, conhecida pela sua vila pitoresca, praias, gastronomia e o surf. Apesar da terciarização verificada nos últimos anos no município, a indústria também tem um papel essencial na economia local, com importantes fábricas localizadas principalmente no eixo Venda do Pinheiro-Malveira, entre elas a Fábrica da Sicasal e da Schweppes. Ao longo dos anos, o sector primário foi perdendo a importância que teve na vida do município, empregando apenas 1,6% da população, contra os 59,50% do sector terciário e os 38,80% do sector secundário. No total, estão registadas 2.124 empresas a operar no município.

## Transportes

### Rede Rodoviária

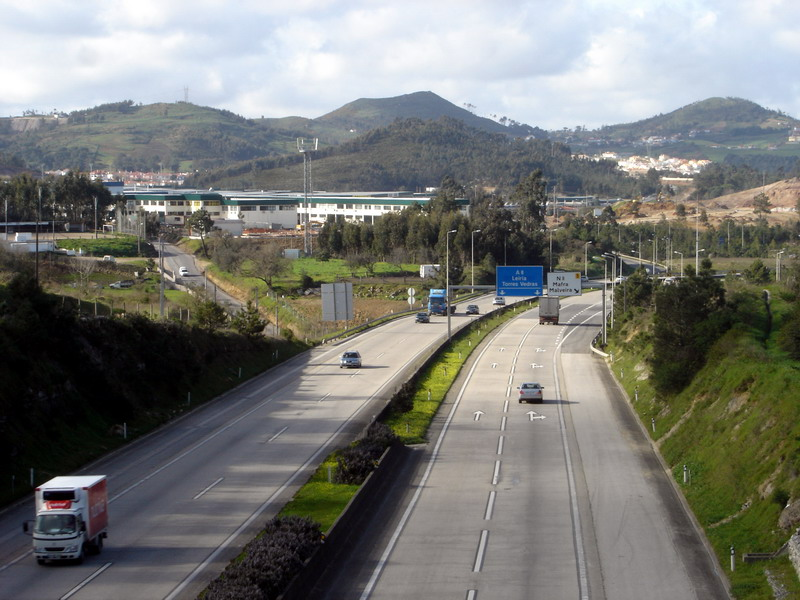
A 8 perto da Malveira.

O Município de Mafra é constituído por uma rede viária que serve toda a região, tendo como eixos principais as estradas nacionais - EN 8, EN 9, EN 116 e EN 247 - e asa estradas secundárias (municipais), permitindo a ligação os municípios de Torres Vedras, Sintra, Loures, Sobral de Monte Agraço e Lisboa.
Para além destas estradas, o Município é servido, ainda, pela Auto-Estrada A8 (Lisboa - Leiria, com as seguintes saídas no Município de Mafra: Venda do Pinheiro, Malveira e Enxara dos Cavaleiros), e pela A21 (Ericeira – Mafra – Malveira, com as seguintes saídas: Ericeira, Mafra Oeste, Mafra Este, Malveira e Venda do Pinheiro), contribuindo para a melhoria das deslocaçtrões de passageiros e mercadorias e, consequentemente, para o desenvolvimento do próprio município. Em relação ao serviço de transportes públicos rodoviários de passageiros, este é assegurado pela Barraqueiro Transportes, SA (Barraqueiro Oeste e Mafrense), mas principalmente pela Carris Metropolitana. A oferta rodoviária concentra-se nos seguintes troços principais:
Carris Metropolitana:
Ligações municipais e intermunicipais de Mafra para a Área Metropolitana de Lisboa, com ligações a Sintra, Loures e Lisboa (Campo Grande).
Barraqueiro Oeste:
Ligação de Torres Vedras e de Sendieira para Lisboa (Campo Grande), passando pela Malveira e por Loures.
Mafrense:
Ligação da Encarnação à Freiria, a partir da 242.

### Rede Ferroviária
O município é servido pela Linha do Oeste, com estações em Mafra-Gare e Malveira, e apeadeiros em Alcainça-Moinhos e Jerumelo, desempenhando funções essencialmente interurbanas e regionais, quer em termos de transportes de mercadorias (sobretudo na estação da Malveira), quer em termos de passageiros.

## Eventos
- Festival do Marisco de Ribamar, em Ribamar[25];
- Festas em honra de Nossa Senhora da Nazaré, que percorre 17 freguesias (13 do município de Mafra, 3 de município de Sintra e 1 do município de Torres Vedras)[26];
- Festival do Pão, em Mafra (Julho)[27];
- FexpoMalveira, na Malveira (Agosto)[28];
- Procissões da Quaresma de Mafra, em Mafra[29];
- Concertos dos seis órgãos históricos da Real Basílica de Mafra, em Mafra[30];
- Concertos dos Carrilhões de Mafra, em Mafra[31];
- Festival do Surf na Praia da Ribeira d'Ilhas[32];
- Dia da espiga/Dia do Município (Quinta-feira da Ascensão)[33];
- Festa em honra de Nossa Senhora da Boa Viagem, na Ericeira (3.º Domingo de Agosto)[34].

## Gastronomia
Os produtos endógenos de Mafra de destaque são a Pêra Rocha , o Pão de Mafra , queijo fresco e bolo da festa.
Vila piscatória com muita tradição e famosa pelos ouriços do mar.

## Cidades geminadas
- Fréhel, França[35]
- Leimen, Alemanha[35]
- Mindelo, Cabo Verde[35]